# I’m Fine (Thanks for Asking)
I’m Fine (Thanks for Asking) ist eine Tragikomödie von Kelley Kali und Angelique Molina, die im März 2021 beim South by Southwest Film Festival ihre Premiere feierte. Kali spielt im Film zudem in der Hauptrolle die junge Mutter Danny, die nach dem Tod ihres Mannes auf der Suche nach einer bezahlbaren Wohnung für sich und ihre Tochter ist. Der Film spielt innerhalb eines Tages, an dem Danny versucht, genügend Geld zusammenzubekommen, um die Kaution für eine Wohnung zu bezahlen.

## Handlung
Seit ihr Mann verstorben ist, sind die junge, nunmehr alleinerziehende Mutter Danny und ihre 8-jährige Tochter Wes sozusagen am Dauercampen. Dies ist als vorübergehende Lösung gedacht, bis Danny genug Geld für die Kaution für eine eigene kleine Wohnung zusammen hat. Wenn andere Menschen sie fragen, ob sie das Leben mit ihrer Tochter nach dem Tod ihres Mannes stemmen könne, beschwichtigt sie, dass sie das tue.
Dem ist jedoch nicht so, aber Danny ist viel zu stolz dies zuzugeben. Schon das Geld für die Kaution aufzubringen ist für Danny nicht einfach, da der Ring an ihrem Finger das Wertvollste ist, das sie besitzt, und so muss ihr der Vermieter Mr. Wu eine Frist setzen. Binnen eines Tages soll sie zahlen, ansonsten müsse er die Wohnung an jemand anderen vermieten. Danny versucht alles, um an diesem einen Tag an das Geld zu kommen. Während die Uhr tickt, flechtet sie Kunden die Haare und liefert Essen aus. Schließlich hat sie ihrer Tochter ein neues Leben in der Wohnung versprochen.

## Produktion
Regie führten Kelley Kali und Angelique Molina, die gemeinsam mit Roma Kong auch das Drehbuch schrieben. Kali spielt zudem in der Hauptrolle Danny, während Molina in einer Nebenrolle als Christina zu sehen ist. Wesley Moss spielt Dannys Tochter Wes. Deon Cole übernahm die Rolle von Chad, BK Marie spielt Dannys alte Freundin Brooklynn und Ira Scipio ist in der Rolle von Bobby zu sehen, dem Besitzer eines Friseursalons. Weitere Rollen wurden mit Andrew Galvan als Jacob, Jacolyn Holmes als Nyla, Xing-Mai Deng als Vermieter Mr. Yu, Brian Brooks II als Gus und Julia Kennedy in der Rolle von Charlotte zu sehen.
Die Dreharbeiten fanden im Jahr 2020 im kalifornischen Pacoima statt. Als Kamerafrau fungierte Becky Baihui Chen.
Die Weltpremiere erfolgte am 17. März 2021 beim South by Southwest Film Festival. Im April 2021 wurde er beim Seattle International Film Festival gezeigt. Im November 2021 wurde er beim American Black Film Festival vorgestellt.

## Rezeption

### Kritiken
Der Film wurde von 95 Prozent aller bei Rotten Tomatoes erfassten Kritiker positiv bewertet und erhielt auf Metacritic einen Metascore von 72 von 100 möglichen Punkten.

### Auszeichnungen
American Black Film Festival 2021
- Nominierung als Bester Film im offiziellen Wettbewerb[9]

Bentonville Film Festival 2021
- Nominierung im Narrative Features Competition[10]

Florida Film Festival 2021
- Nominierung im Narrative Features Competition
- Auszeichnung mit dem Special Jury Award for Persistence of Vision (Kelley Kali)
- Auszeichnung mit dem Publikumspreis im Narrative Features Competition (Kelley Kali und Angelique Molina)[11][12]

New Orleans Film Festival 2021
- Nominierung im Narrative Feature Competition[13]

San Francisco International Film Festival 2021
- Nominierung als Best New Director (Kelley Kali und Angelique Molina)[14]

Seattle International Film Festival 2021
- Nominierung im New American Cinema Competition (Kelley Kali und Angelique Molina)[15]

South by Southwest Film Festival 2021
- Special Jury Recognition for Multi-hyphenate Storyteller (Kelley Kali und Angelique Molina)[16]